# Champagner-Polka
Champagner-Polka (Polka dello champagne) op. 211, è uno scherzo musicale di Johann Strauss II.
Johann Strauss scrisse la sua spumeggiante Champagner-Polka per la stagione di concerti estivi del 1858 che si sarebbe tenuta a Pavlovsk, nei pressi di San Pietroburgo, dove venne eseguita per la prima volta il 12 agosto dello stesso anno sotto il titolo Ball-Champagner-Polka.
Strauss, quell'anno, diresse la sua polka anche a Mosca. Poco dopo, quando ritornò in Austria, condusse il suo brano ad un festival dal titolo "Per il ritorno da San Pietroburgo" nei Volksgarten di Vienna il 21 novembre 1858.
La polka venne dedicata al barone Carl Ludwig von Bruck (1798-1860), ministro delle finanze austriaco dal 1855 fino al momento del suo suicidio, nel 1860.
Nella sezione centrale della polka, Strauss, riprese il ritornello di una popolare canzone di taverna, molto in voga in quel periodo, ideata da Johann Fuß; il testo era:
Mir is's alles an's, mir is's alles an's, Ob i a Geld hab oder kan's! (Cosa importa a me, che me ne importa, se ho i soldi oppure no!).